# معركة كليبولي والعمليات الغواصة

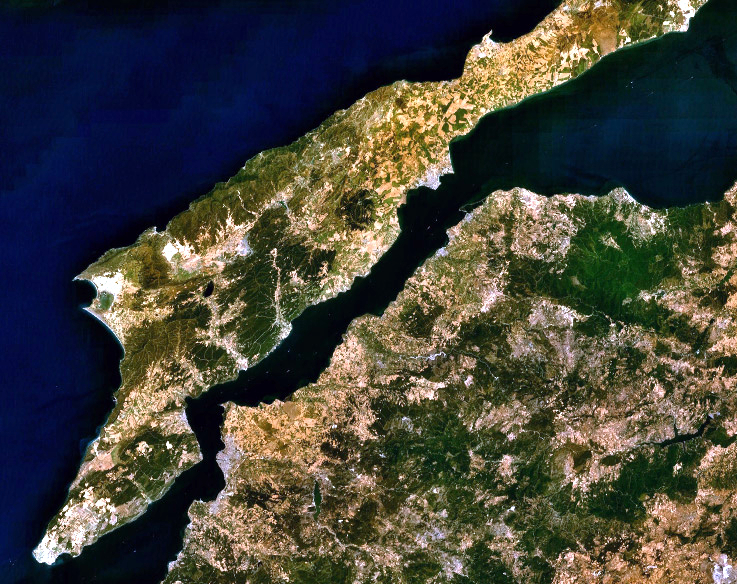
مضيق الدردنيل

معركة كليبولي والعمليات الغواصة. إن العمليات الغواصة هي العمليات التي استمرت في بحر مرمرة والدردنيل من البحرية الملكية البريطانية في إطار معركة كليبولي التي تعد جزءا من الحرب العالمية الأولى. بدأت العمليات الغواصة في الأساس قبل الحرب وانتهت في شهر ديسمبر عام 1915. ويرى أن الهدف الرئيسي للعمليات الغواصة في بحر مرمرة مرورا بمضيق الدردنيل هو تهزيز الحالة اللوجيستيه ل الجيش الخامس (الدولة العثمانية) الذي يحمي غاليوبولي. 
كانت أكثريه عظمي من الغواصات التي قامت بها العمليات في مضيق الدردنيل وبحر مرمرة هي غواصات من الفئة E.
هذه الفئة من الغواصات تكون 585 طن و 54 مترا في الطول وتكون صاحبه سرعه 15 عقده فوق الماء بينما لديها تحت الماء 9 عقد.
كان يوجد كره في سطح السفينة من أجل أنابيب التوربيد4 كسلاح رئيسي لأعضاء الفئة التي تحمل توربيد 8. كانت الكور المستخدمة عامه هي 12 مدقه (7,62 cm).
وجد عدد تلاته عشر غواصة في سبعه وعشرون محاوله مرور عائده علي قوات الحلفاء (الحرب العالمية الأولى) لمضيق الدردنيل أثناء العمليات الغواصة.
بينما غرقت من بين هذه الغواصات ثلاثة إنجليزية وثلاثة فرنسية وواحدة أسترالية تم الإستيلاء على غواصة فرنسية واحدة من قبل القوات العثمانية.
أما سفن الإمبراطورية العثمانية التي فقدت كانت عباره عن ثمانيه سفينة عسكريه في داخلها ماسوديا وبرابوس خير الدين. وواحد وثلاثون سفينة تجارية وأكثر من مئتي تقنية مدرعة. خسر في غرق مدرعات ماسوديا وبرابوس خير الدين 262 مدني و31 ضابط فقط. ظهرت متاعب كبيره بجانب الفقدان الجاد في إكمال الجيش الخامس في نتائج العمليات الغواصة. تحولت المعارك البرية بعد أكثر صعوبه ومكلفه وتستغرق وقتا طويلا للتوصيل البري للنقل العسكري بينما إمتلأت المعارك البرية الجديده في شهرها الأول.وبينما إنزلقت كل الإمدادات للنقل البري تدريجيا ولاسيما توريد الذخيرة ولهذا السبب أجبرت الجبهة علي هذه التأخيرات التي ظهرت.

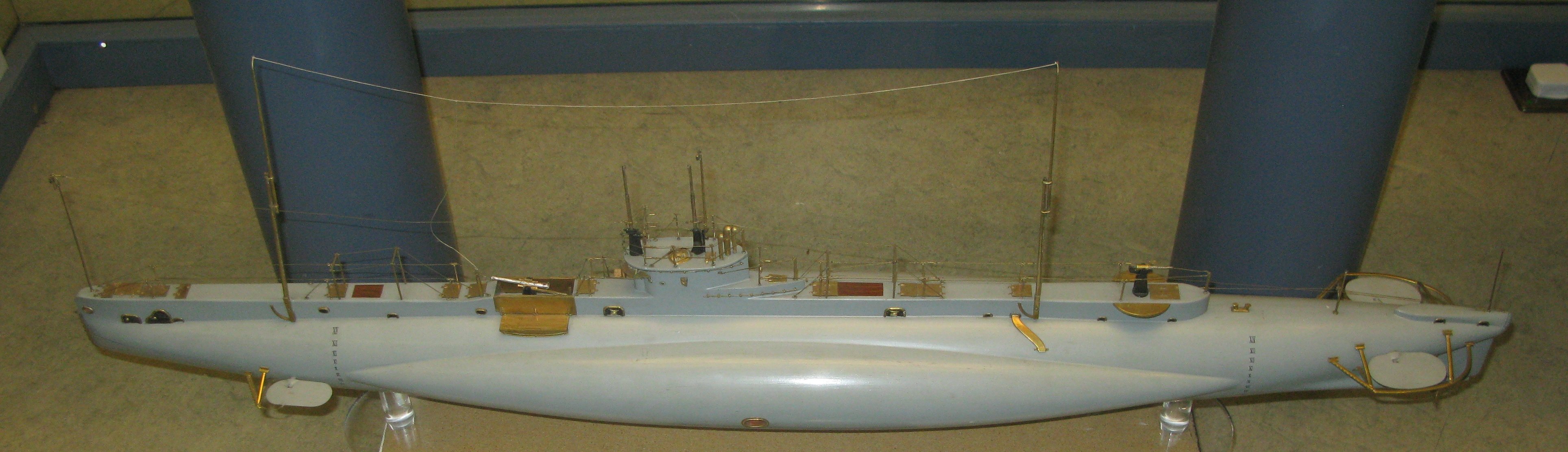
سفينة إنجليزيه طراز E

## مضيق الدردنيل
كان مرور الغواصة عامه من عمق 20 الي 30 متر من مضيق الدردنيل إلي بحر مرمرة. وبهذه الطريقة يكون اتجاه التدفق من بحر اجه في جانب بحر مرمرة والغواصات تكون هي الموازيه لاتجاه القيادة.ومجددا فإن هذا التدفق الذي يكون في هذا القسم أبطأ من التدفق الذي يكون في الإتجاه المعاكس للمياه السطحيه ومتوسط سرعته يكون حوالي تلاته ميل بحري في الساعة.
إن الجزء الأكثر إشكالية من مضيق الدردنيل من حيث الغواصات، إلى شمال الدردنيل مباشرة هو من «كيب نارا» المفتوحه. ويكون التدفق السطحي عادة 1.5-2 ميل بحري ومع الوقت يمكن أن ترتفع إلى 5 ميل بحري. أما عمق التدفق في الاتجاه المعاكس هو 0.5 ميل. وعمقها 113 متر مع أعمق القيم في المضيق. هذه الظروف تجعل التغيرات مهمه بالطبع عندما تمر الغواصات من هنا واصبحوا مضطرين للخروج إلي عمق الناظور من أجل تحديد الموقف. ولأجل معرفتها تكون المنطقة تحت رقابه مشدده من مركز المراقبة العثمانية وتتنزه سفن السطح في دوريات أما في الليل فإنهم يستخدمون الكشافات. وعلاوه علي ذلك فقد أسست شبكه مع عقبه العمل في هذا القسم الذي بدأ في يونيو 1915 وانتهي في أواخر يوليو. وبسبب هذه الظروف تم تعريف «نارا بورنو» و«دول الائتلاف» كموكب بحري.لم تستطع المبحره التي تكون في الغواصة أن تكون مبحره بدون رؤيه في الأعوام التي لم تأخذ فيها تكنولوجيا الرادارأو السونارمكانا في التقنيق. ولكن من ناحيه أخري كان مرور «نارا» هو البوابة الأخيره التي كانت مشاركه في التدابير الدفاعيه من أجل ذهاب الغواصات إلي مرمرة. لم يكن يوجد خطر اخر من هنا حتي بحر مرمرة.

## الخطة الخلفيه
مرت الغواصات البريطانيه اعتبارا من 1914 وقبل بدايه الحرب الأصليه بعد قامت بهجوم الغواصات في الماء. 
وتنفذ حصار الأسطول البريطاني، الأدميرال الذي كان تحت قيادة «ساكفيل كاردن» علي كل سواحل أجه الشماليه منذ 20 سبتمبر 1914 من مدينه «دادا اغاتش» التي تكون داخل حدود اليونان وحتي خليج أزمير. وقد استخدم لهذه المهمة غواصات منها ثلاثه تحت قياده بريطانيا وهي (B9، B10 وB11) وثلاثه تحت قياده فرنسا وهي (جول، سفير وماريوتي). فرضت هذه الغواصات الحصار ولكن طراد ياووز والمهر الطراد منعوا مرورهم بشكل كبير من مضيق الدردنيل وخروجهم إلي البحر الأبيض المتوسط. وبينما كان الأسطول يحاصرهم تحت قياده الكردن كانوا يهدفون إلي تثبيت أنفسهم للمرور بالغواصات إلي مضيق الدردنيل من جانب اخر. وقد تقرر استخدام B11 لهذا العمل. وبعد وقت قصير من العمليات التي خرجت من أجل احتلال كليبولي من يوم 25 إبريل 1915 تمت المشاركة بغواصات جديده وتم إرسالها إلي منطقه العمليات البحريه من أجل منع الإمدادات وإكمال الذخيرة لجيش قوات الدولة العثمانية فوق البحر في شبه الجزيرة.

## الفاعليات البريطانيه والفرنسيه والأستراليه البحريه

### قبل الفاعليات الأرضيه

#### حركة b11
إن الغواصة الإنجليزيه ب11 التي افتتحت علي البحر بقياده الملازم «نورمان دوجلاس هولبروك» في يوم 13 ديسمبر 1914 دخلت إلي مضيق الدردنيل ورسي بناءها علي موكب «صاري صيغلار» في قريه «كباز» عام 1874 وفي الساعة 11.30 هاجمت السفن العثمانية التي تمسي «المسعوديه». وقد عملت المسعوديه بمثابه بطاريه ثابته من أجل حمايه خطوط الألغام في المضيق بأمر من الأميرال ويلهم سوتشون. بينما غرقت السفينة في وقت قصير ومع ضربه توربيد واحده بدأت ب11 بالطبع في عودتها. بقي في ماسوديا ما يقرب من 30 من افراد الطاقم الذين بقوا تحت الحصار، وبسبب عدم وصولهم في الوقت من إسطنبول لقله الأدوات اللي لديهم للعوده غرق كل أفراد الطاقم الذين بقوا تحت الحصار. فقد جميع العاملين و10 من الضباط وأتي 25. 
وعلي الرغم من استخراج ب11 إلي مضيق الدردنيل وإلي خطوط الألغام فإن سفينة الحرب والهجرة كانت صاحبه دور أساسي في هذه الدول الحلفاء الناجحه وكان هذا الإنجاز لنسف السفن الحربيه. كانت الغواصة 43 متر في الطول وتستطيع أن تحمل اتنين من التوربيدات قادره علي تحقيق هذا النجاح مثل الغواصة الصغيره. وفي هذه الحالة فتحوا الطريق لإستخدام غواصات أكثر تقدما لإستخدامها بكثافه أكثر في بحر مرمرة. 
ولهذه الغاية، تم نقل أسطول قاعدة غواصات الحلفاء إلى ميناء جزيرة ليمنوس الهدنة بوزكادا. واعتبارا من بدايات شهر إبريل عام 1915 كون العميد كييس 7 غواصات إنجليزيه و4 فرنسيه وغواصة واحده استراليه في قياده أسطول الغواصات. أما في الجانب العثماني فقد وضعت تدابير الوقاية علي حادث الغواصة. لهذا الغرض أخذ «زحف مع نور المجاهدين البحر زورق حربي» أما في بدايه شهر إبريل عام 1915 أخذ «بيلونج دريا وعيسي رئيس زورق مدفعية» وظيفه دوريه إضافيه. أما في بدايه شهر فبراير أخذ «بارباروس خيردين وتورجات رئيس زرهلري» إلي مضيق الدردنيل. ومن جانب اخر أنشأت مراكز مراقبه بحريه في نقاط مختلفه. وبمقياس اخر أيضا قد تكونت شبكه مانعه في مضيق الدردنيل. وبدأ العمل في حاجز شبكه نارا الذي يعد من أقوي حاجز علي مر التاريخ في 13 يونيه عام 1915 وأكتمل في أواخر شهر يوليه من نفس العام.

#### حركة السفير
دخلت غواصة السفير الفرنسي إلي مضيق الدردنيل تحت قياده النقيب هانري فورنيال في يوم 28 يناير عام 1915. ولكن بعد فتره تعطلت بوصله ملاحه السفينة. وبعد ذلك أنقذت السفينة العالقه في الشاطئ الرملي نفسها بعد جهد طويل وظهرت علي السطح لفتح مايصل إلي 200 متر تقريبا من حرق القلعة من زاويه قريبه من حرق نارا. أما سفن «رئيس جمبوتو» و«نصرت ماين» فقد أطلقت نيرانها قريبا منها علي الغواصات. تم أخذ ال13 غواص الذين القوا بنفسهم في المياه عن طريق السفن أما ال 14 شخص اللذين ظلوا في الغواصة فقدوا حياتهم.

#### حركة E15
خرجت الغواصة الإنجليزيه إي 15 دينار الكويته، إلي الحملة يوم 17 إبريل عام 1915 تحت قياده الكابتن تيودر برودي. وفقد توازنه بعد الغوص بسبب تيار في فتح صوغان ليدارا. وظل تحت اطلاق النار من قبل بطاريات شاطئ سطح الخروج عندما خرج أمام قلعه علي شاطئ المياه وبعد أن ضرب أكثر من مره في القاع. تفتتت بطاريات الغواصة التي وجدت في القلعة  وانهار قائد السفينة بسبب الشظايا أما طاقم السفينة المكون من سته أشخاص فقد فقد حياته بسبب تعرضه إلي كلور ماء البحر المسمم. جنحت الغواصة علي الشاطئ مع المد وبعد ذلك تركت من قبل الطاقم اللاحق بها. وقد أوفد بعد الظهيرة قاطرتان إلي الغواصة لتحريكها وإخراجها من مضيق الدردنيل. ولكن صدر أمر ثائق من مقر قياده الحلفاء للتخلص من الغواصة بسبب الوقوع في أيدي السلطات العثمانية علاوه علي الحالة التي قدمتها طائره الإستطلاع البريطانيه.أتت أيضا الغواصة البريطانيه إلي المنطقة في ليله الثامن عشر من إبريل ولكنها لم تستطع الوصول إلي الهدف وتدمير إثنين من التوربيدات إذ تعرضت ل ب16. والمخربين الذين أتو أيضا لنفس الهدف في وقت الليل لم يستطيعوا تثبيت أهدافهم. وفي غضون ذلك فإن قصف سفينة ماجيستيك لم يستطيع أيضا الحصول علي نتيجه. تم العثور علي باخرتين في هجوم التوربيدوا علي الغواصة في يوم 23 مارس بينما كانت الجهودات علي السفينة العائمه. وتركت التكنيكات التي وجدت في أماكنها مجددا بسبب الحصار الذي رأوه. أما الناجين من أفراد الطاقم فقد تم تسليمهم.

### أثناء الفاعليات الأرضيه
ودخول دول الإتلاف بشكل أساسي لعمل عمليات الأسلحة داخل الغواصة في بحر مرمرة مرورا بمضيق الدردنيل وبدأت بعد بدايه الحركات الخارجيه بشكل سريع مخرجين العسكر إلي شبه جزيرة غاليوبولي في يوم 25 إبريل عام 1915. كانت محاوله التوجه نحو العمليات البحريه السابقه لها قابليه وتأثير نفسي أكبر. أما العمليات البحريه بعد هذا التاريخ فقد قطعوا خط الإمداد البحري للقوات العثمانية الذين حاربوا في غاليوبولي وكانوا يهدفون لتعزيز وضع القوات المتحالفه التي كانت في غاليوبولي.

#### التدابير المتخذة من قبل القوات البحرية العثمانية
كان يوجد طريقين مستخدمين للقوات العثمانية التي كانت في شبه جزيرة غالييبولي من أجل التزود بالجنود والمعدات والذخيرة والوقود والإمدادات اللازمة للجيش الخامس. إحداهم كان طريق البحر والاخر كان علي بحر مرمرة أو علي الجانب الأسيوي من مضيق البسفور وكان هناك قديما طريق من فوق البحر إلي غاليبولي. كان الطريق الآخر طريق حديدي ممتد حتي الكوبري الطويل. وفي تكملته من منطقه كاشان إلي منطقه بولاير التي كانت ممتده علي الطريق الخارجي. كان طريق البحر يعتبر أكثر ملائمه سواء من حيث الوقت في بدايه الحرب وسواء من حيث البضائع التي يتم نقلها. سوف يتم نقل الجنود والزخائر والعديد من المواد من إسطنبول أما اللوازم الأخري سيتم إحضارها من الجانب الأسيوي من الأناضول وستمر من البحر مجددا وسوف يتم نقل المرضي والجرحي عن طريق البحر. أما النقل الذي سيتم عن طريق البر سوف يواجه صعوبات. إن خط النقل البحري 130 كيلو متر بين إسطنبول والكوبري الطويل أما الطريق المكمل فكان 140 كيلو متر وكان عباره عن طريق ترابي. إن النقل البري كان يمر بظروف صعبه من حين لآخر بسبب الظروف الجويه من جهه ومن جهه أخري كان يستغرق وقتا طويلا بسبب قوه تحمل الحيوانات التي تقوم بالنقل. والأكثر من ذلك أنه كان من الممكن أن تظل تحت نيران أسطول الولايات المتحده الذي كان في الخليج «ساروس كوفيزي» في جزء من هذا الطريق البري. 
إن التدابير المواجهة ضد الفاعليات البحريه المتحالفه في مضيق الدردنيل وبحر مرمرة بدأت في أخذ احتياطاتها في شهر أيلول عام 1914 وذلك عندما ظهرت هذه التهلكة. خاصه المسوديه المدرعة التي غرقت من قبل ب11 في 13 أيلول والتي لزم لها إتخاذ التدابير الطارئه. إن الأشخاص الذين نجو بدون إصابات من المسوديه والذين كان عددهم 120 شخص تنجندوا كمراكز مراقبه علي جانبي المضيق وكونوا تخطيط لمحطه غواصة مكونه من سفن مختلفه. وهذه التدابير تعمل وتصيب العمل عندما تخرج من الغواصة إلي السطح أو عندما تري بالمنظار. وتستخدم أيضا البطاريات التي تكون في ساحل المضيق بنفس الشكل عندما ينظر إليها ضد الغواصات. كانت الألغام أيضا عباره عن تدابير أخري. وقد أعطت عمقا لخطوط الألغام التي سقطت قريبا من سطح الماء وفقا للسفن التي كانت فوق سطح الماء قبل ذلك. تداخلت أيضا خطوط الألغام عندما أتت الألغام الجديده ووصل عدد المناجم أو الألغام العميقه إلي 2.5 و 4.5 و 8 و 30 و 40 مترا. ولكن أكثر التدابير المؤثره كانت مانعه لشبكه الغواصة التي وصلت إلي بوابه «نارا» وفي التاريخ ماقبل الخامس والسابع من فبراير عام 1915 كانت المناجم الأولي وراء الخطوط وبسبب ذلك وصل ضعف الثلاث شبكات إلي درجه شباك الصيد تقريبا. وبعد ذلك فهموا أن وجودهم لن ينفع فأخرجوهم. أما الشبكة مؤثره مانعه فقد بدأ بتأسيسها بدايه من يوليه عام 1915 واخذ شكله الأول في نهايه الشهر. وقد تم توسيعها علي بعد 2 كيلوا جرام في هذا القسم وكانت أعمق نقطه فيه حوالي 100 متر. وأحيانا كانت تصل سرعه التدفق إلي 5 ميل بحري. إن الشبكة التي نزلت في التأسيس إلي 25 و40 متر إمتدت بعد ذلك إلي مايصل إلي 70 مترا. وبالرغم من ذلك فإن دول الحلفاء كانوا ينجحون في المرور من تحت الشبكة أو كانوا يمزقون هذه الشبكة. وكان يلزم إصلاح هذه الشبكات من حين إلي آخر. ولهذا السبب تصل شبكه نارا إلي الجنوب في شهر أكتوبر وتصل أيضا إلي «أنف نارا» كما أنه وضعت شبكه ثانيه.
ومن أجل حمايه ومراقبه هذه الشبكة أسس «مانيا» قياده في تاريخ 27 سبتمبر عام 1915.
كان يوجد في أمر هذه القيادة مفرزه بحريه وبطاريه بغليه وبطاريه ناريه وعدد 75 ملي متر من المدافع في قلعه نارا ومنارا عباره عن 900 ملي متر وقاطره (ساحبه) وزورق حربي. كانت هناك قوارب تحمل نمازج تخريب من أجل الغرق واقفين علي الغواصات التي تم كشفها. إن العمليات التي يتم القيام بها من قبل القيادات المتحالفه ضد نظام هذه الشبكات هي عباره عن قنابل عائمه تنخفض بالمظلات من ارتفاع 400 متر في تاريخ 5 ديسمبر 1916. وكان هناك عدد قليل منهم لم يغرق حتي بعد أن تثبتت له الشباك أيضا. إن الشبكة التي تستقر علي فتحه ميناء «الرأس البيضاء» الذي يستخدم كميناء للتفريغ هي أيضا لعرقله الشباك الأخري. أستخدم اثنان من الحربيين وهما «تورجوت رئيس» و «براباروس خير الدين» كإجراء احتراسي في بحر مرمرة و16 من زوارق الطوربيد و10 زوارق حربيه و 6 زوارق سيارات حربيه و5 مستودعات من السفن وسفينة لمستودع الألغام و4 عابرات و16 قاطرات و5 بواخر من أجل منع العمليات البحريه وامن إمدادات السقالات وخطوط الإمدادات التي في مضيق الدردنيل وبحر مرمرة أثناء الحروب الأرضيه التي كانت في غاليبولي العثمانية البحريه. ولكن كانت إمكانيات سفن السطح محدوده. إن عدم وجود مرافق تقنيه كافيه وخبرة الموظفين من الأنشطة على حرب الغواصات محدودة كان يوجب انخفاض مستوي السرعة. ومع ذلك فإن هذه السفن واحيانا الغواصات كانت تضطر للتخلي عن خططتها أو الهجمات أو التي بدأتها بالفعل . ومن ناحيه أخري فإنهم إستطاعواأن يمنعوا ظهور الغواصات علي السطح وذلك بالتعاون مع المدفعية الساحليه.

#### الفاعلية في مريوط
علقت غواصة مريوط الفرنسيه علي الحواجز الشبكية في يوم 26 يوليه عام 1915 في محاوله لعبور مضيق الدردنيل. إن الغواصة التي اضطرت للخروج إلي السطح من أجل النجاة  تم اتخاذها لإطلاق نار من قبل بطاريات الشاطئ وغرقت بعد فتره من الوقت. واستسلم حين ذلك الطاقم المكون من 32 شخص.

#### حركة AE2
إن غواصة AE2 المرتبطه بالبحرية الملكية الأسترالية والتي تكون سفينة إنجليزيه تصنيف e  هي أول غواصة تمر بمضيق الدردنيل والتي تكون صاحبه 725 طن و55 متر في الطول وطاقم مكون من 32 شخص. وصلت إلي منطقه الحركة في بدايه شهر فبراير عام 1915 ولكنها بقيت في القاع واستطاعت العودة إلي خدمتها الفعليه في 22 إبريل عام 1915 منذ أن رأت حصار ثقيل. وكانت أول مهمه لها في 25 إبريل عندما بدأت للخروج إلي الأرض والنزول إلي بحر مرمرة وهاجمت الحروب العثمانية ونقلها إلي السفن. وفي الفجر واصلت أيضا التقدم بشكل سريع عن طريق الغوص حتي بعد أن تم اكتشافها تحت النيران من قبل المدفعية العثمانية وذلك تحت قياده الرائد هنري هيو جوردون ستوكر. ومن أجل أن تهرب السفينة من الكشف عبرت المضيق مستمره في مسارهاتصعد مره وتنزل إلي القاع مرة أخرى تحتك لمرات عديده في سلاسل الألغام. رأي رئيس تورجوت الحديد الذي كان فوق المدرعة عندما خرج من عمق المنظار في فتح الكلية التي في المضيق وذلك في تمام الساعة السابعه والنصف. ولم يستطيع الاحتفاظ بكافه الطوربيدات من الإصابة والضرب أيضا. وفي هذه الأثناء عندما تم تقييده من قبل «أيدن رئيس جمبوتو» نجح في الهروب من خلال الغوص وشاهد ذلك في إتجاه مرمرة. وبعد ذلك إنتظر مرور اليوم محولا طريقه إلي القاع. وفي اليوم التالي تم تثبيت مدرعه «بارابوس خير الدين» مصحوبه بزوارق الطوربيد في كوتاهيه بالقرب من مناره يابلداق في مياهضحله دوغان حسن في بدايه يوم 27 إبريل. وصل إلي هجوم الطوربيد ولكنه لم يستطع تسجيل إصابات مجددا. ونجح في الهرب مجددا من خلال الغوص. وفي نفس اليوم هاجم أيضا نصف الحصار المدمر ولكنه فشل في هذا الهجوم أيضا. لم يستطع تحديد هدف خلال الرحلة البحريه التي كانت في 28 إبريل وبناءا علي ذلك انتقل إلي ميناء كليبولي. 
وفي أثناء هذه الرحلة دخلت السفن الأربعة التي تصاحبت في المعاونات الماليه في مجموعه ودخلت في مواجهه الطوربيد ولكنها لم تنجح أيضا في صد هجماتها. وفي اليوم الثاني أيضا تقابلوا مع ثلاثه سفن متنقله وواحده من التوربيدات ولكنهم حققوا نتيجه مشابهه ليومهم السابق. وفي هذه الأثناء وجدوا الغواصة التي أخذت في مهمه دوريه قارب طوربيد للحصار السلطاني الذي حذر السلطات العثمانية واخذت مهمه إمحائها.